# Маядиково
Маяди́ково (рос. Маядыково, башк. Миәҙек) — село у складі Бірського району Башкортостану, Росія. Адміністративний центр Маядиковської сільської ради.
Населення — 252 особи (2010; 261 у 2002).
Національний склад:
- росіяни — 65 %
- марійці — 29 %